# Cruzential
Cruzential er det andet studiealbum af det danske rockband Kashmir, der blev udgivet den 12. juni 1996. Albummet er indspillet i Track House og Sweet Silence Studios i perioden januar til marts 1996. Cruzential blev genudgivet i 1997 i en udgave der normal benævnes Luxury Version. Denne udgave indeholder foruden numrene fra 1996-udgaven to nye numre ("Stand" og "Gloom"). Albummet blev i juni 2010 certificeret platin for 30.000 solgte eksemplarer.
Albummet fulgte op på debutalbummet Travelogue (1994), der var en kommerciel succes og fik gode anmeldelser. Efter udgivelsen fik forsanger Kasper Eistrup en skriveblokade. Teksterne på Cruzential viderefører universet fra debutalbummet, der kredser omkring karakterer og anekdoter, men også mere personlige tekster ifølge Eistrup: "Jeg har ikke før haft brug for at skrive så ærlige sange, måske fordi jeg ikke har haft de følelser". Sange som "Vote 4 Dick Taid" og "Could We Kill Fred?" er ifølge Eistrup skrevet ud fra "en fascination af mennesker og nogle af de opfundne arketyper, vi finder interessante. Det kan handle om mange forskellige mennesker, nogle er måske folk, man har fået nok af, mens andre bare er ude i det lettere groteske og karikerede". Om musikken har Eistrup udtalt: "Vi har bestræbt os på at gøre det mere skrabet, at undgå for mange krumspring og sjove vignetter, men lade sangene stå stærkere frem. [...] Vi har ikke lyst til at lave ensrettet, strømlinet musik, men vil gerne udvikle os, spille på trods af trio-formatet, hvilket også indebærer at komme omkring i stilarterne."
Cruzential var produceret af Ron Saint Germain, der blev valgt blandt andre bud som Steve Lillywhite (U2) og Andy Wallace (Faith No More). Wallace producerede senere Trespassers fra 2010.

## Spor
| 1.  | "Vote 4 Dick Taid"     | Eistrup                 | Kasper Eistrup | 4:26 |
| 2.  | "Prawn's Blues"        | Eistrup                 | Eistrup        | 4:10 |
| 3.  | "Bring Back Superman"  | Eistrup                 | Eistrup        | 4:02 |
| 4.  | "Travelogue"           | Eistrup, Mads Tunebjerg | Eistrup        | 3:46 |
| 5.  | "Could We Kill Fred?"  | Eistrup, Tunebjerg      | Eistrup        | 4:24 |
| 6.  | "Dring"                | Eistrup                 | Eistrup        | 5:00 |
| 7.  | "Star in My Movie"     | Eistrup, Tunebjerg      | Eistrup        | 3:36 |
| 8.  | "Beamed"               | Eistrup                 | Eistrup        | 4:15 |
| 9.  | "Lollypork Stomp"      | Eistrup                 | Eistrup        | 1:47 |
| 10. | "Victoria"             | Eistrup                 | Eistrup        | 3:43 |
| 11. | "Bag of Flash & Thyme" | Eistrup                 | Eistrup        | 5:02 |

| 1.  | "Vote 4 Dick Taid"     |                            |         | 4:26 |
| 2.  | "Stand"                | Eistrup, Ron Saint Germain | Eistrup | 4:38 |
| 3.  | "Prawn's Blues"        |                            |         | 4:10 |
| 4.  | "Bring Back Superman"  |                            |         | 4:02 |
| 5.  | "Travlogue"            |                            |         | 3:46 |
| 6.  | "Could We Kill Fred?"  |                            |         | 4:24 |
| 7.  | "Dring"                |                            |         | 5:00 |
| 8.  | "Star in My Movie"     |                            |         | 3:36 |
| 9.  | "Gloom"                | Eistrup                    | Eistrup | 4:02 |
| 10. | "Beamed"               |                            |         | 4:15 |
| 11. | "Lollypork Stomp"      |                            |         | 1:47 |
| 12. | "Victoria"             |                            |         | 3:43 |
| 13. | "Bag of Flash & Thyme" |                            |         | 5:02 |